# Đội tuyển bóng đá quốc gia Maldives
Đội tuyển bóng đá quốc gia Maldives (tiếng Dhivehi: ދިވެހިރާއްޖޭ ގައުމީ ފުޓްބޯލް ޓީމް) là đội tuyển cấp quốc gia của Maldives do Hiệp hội bóng đá Maldives quản lý.
Trận thi đấu quốc tế đầu tiên của đội tuyển Maldives là trận gặp đội tuyển Bhutan vào năm 1984. Thành tích tốt nhất của đội cho đến nay là chức vô địch SAFF Cup 2008 và vị trí thứ ba của Challenge Cup 2014.

## Danh hiệu
- Vô địch Cúp Challenge: 0

Hạng ba: 2014
- Vô địch Nam Á: 1

Vô địch: 2008: 2018
Á quân: 1997; 2003; 2009
Hạng ba: 1999

## Thành tích quốc tế

### Giải vô địch bóng đá thế giới
- 1930 đến 1986 - Không tham dự
- 1990 - Bỏ cuộc
- 1994 - Không tham dự
- 1998 đến 2026 - Không vượt qua vòng loại

### Cúp bóng đá châu Á
- 1956 đến 1992 - Không tham dự
- 1996 đến 2004 - Không vượt qua vòng loại
- 2007 - Không tham dự
- 2011 đến 2027 - Không vượt qua vòng loại

### Đại hội Thể thao châu Á
- (Nội dung thi đấu dành cho cấp đội tuyển quốc gia cho đến kỳ Đại hội năm 1998)

| Năm           | Thứ hạng      | Pld           | W             | D             | L             | GF            | GA            |
| ------------- | ------------- | ------------- | ------------- | ------------- | ------------- | ------------- | ------------- |
| 1951 đến 1994 | Không tham dự | Không tham dự | Không tham dự | Không tham dự | Không tham dự | Không tham dự | Không tham dự |
| 1998          | Vòng 1        | 2             | 0             | 0             | 2             | 0             | 7             |
| Tổng cộng     | 1/13          | 2             | 0             | 0             | 2             | 0             | 7             |

### Cúp AFC Challenge
| Năm           | Thành tích               | Pld                      | W                        | D                        | L                        | GF                       | GA                       |
| ------------- | ------------------------ | ------------------------ | ------------------------ | ------------------------ | ------------------------ | ------------------------ | ------------------------ |
| 2006 đến 2008 | Không tham dự            | Không tham dự            | Không tham dự            | Không tham dự            | Không tham dự            | Không tham dự            | Không tham dự            |
| 2010          | Không vượt qua vòng loại | Không vượt qua vòng loại | Không vượt qua vòng loại | Không vượt qua vòng loại | Không vượt qua vòng loại | Không vượt qua vòng loại | Không vượt qua vòng loại |
| 2012          | Vòng bảng                | 3                        | 1                        | 0                        | 2                        | 2                        | 5                        |
| 2014          | Hạng ba                  | 5                        | 1                        | 2                        | 2                        | 7                        | 7                        |
| Tổng cộng     | 1 lần hạng ba            | 8                        | 2                        | 2                        | 4                        | 9                        | 12                       |

### Giải vô địch bóng đá Nam Á
| Năm       | Thành tích    | Pld     | W       | D       | L       | GF      | GA      |
| --------- | ------------- | ------- | ------- | ------- | ------- | ------- | ------- |
| 1995      | Bỏ cuộc       | Bỏ cuộc | Bỏ cuộc | Bỏ cuộc | Bỏ cuộc | Bỏ cuộc | Bỏ cuộc |
| 1997      | Á quân        | 4       | 1       | 2       | 1       | 6       | 9       |
| 1999      | Hạng ba       | 4       | 2       | 1       | 1       | 6       | 4       |
| 2003      | Á quân        | 5       | 3       | 1       | 1       | 11      | 4       |
| 2005      | Bán kết       | 4       | 2       | 1       | 1       | 11      | 2       |
| 2008      | Vô địch       | 5       | 4       | 0       | 1       | 8       | 2       |
| 2009      | Á quân        | 5       | 3       | 2       | 0       | 11      | 3       |
| 2011      | Bán kết       | 4       | 1       | 2       | 1       | 5       | 5       |
| 2013      | Bán kết       | 4       | 2       | 1       | 1       | 18      | 3       |
| 2015      | Bán kết       | 4       | 2       | 0       | 2       | 9       | 9       |
| 2018      | Vô địch       | 4       | 2       | 1       | 1       | 5       | 3       |
| Tổng cộng | 2 lần vô địch | 43      | 22      | 11      | 10      | 90      | 44      |

## Đội hình
Đội hình dưới đây được triệu tập tham dự vòng loại Asian Cup 2023 vào tháng 6 năm 2022.
| Số | VT | Cầu thủ               | Ngày sinh (tuổi)  | Trận | Bàn | Câu lạc bộ  |
| -- | -- | --------------------- | ----------------- | ---- | --- | ----------- |
|    | TM | Mohamed Faisal        | 4 tháng 8, 1988   | 34   | 0   | Valencia    |
|    | TM | Hassan Aleef Ibrahim  | 2 tháng 10, 2001  | 0    | 0   | Club Eagles |
|    | TM | Hussain Shareef       | 5 tháng 9, 1998   | 2    | 0   | Maziya      |
|    |    |                       |                   |      |     |             |
|    | HV | Akram Abdul Ghanee    | 19 tháng 3, 1987  | 80   | 3   | Maziya      |
|    | HV | Haisham Hassan        | 21 tháng 7, 1999  | 18   | 0   | Maziya      |
|    | HV | Ahmed Numaan          | 10 tháng 11, 1992 | 19   | 0   | Club Eagles |
|    | HV | Ali Samooh            | 5 tháng 7, 1996   | 33   | 1   | Maziya      |
|    | HV | Hassan Shifaz         | 11 tháng 8, 1992  | 1    | 0   | Maziya      |
|    | HV | Hussain Sifaau        | 4 tháng 2, 1996   | 26   | 1   | Club Eagles |
|    | HV | Mohamed Umair         | 3 tháng 7, 1988   | 73   | 9   | Maziya      |
|    |    |                       |                   |      |     |             |
|    | TV | Hassan Raif Ahmed     | 30 tháng 1, 1998  | 5    | 1   | Club Eagles |
|    | TV | Ahmed Hassan          | 6 tháng 7, 1995   | 1    | 0   | New Radiant |
|    | TV | Ibrahim Waheed Hassan | 15 tháng 11, 1995 | 14   | 4   | Maziya      |
|    | TV | Aisam Ibrahim         | 7 tháng 5, 1997   | 18   | 0   | Maziya      |
|    | TV | Ibrahim Mahudhee      | 22 tháng 8, 1993  | 27   | 4   | Maziya      |
|    | TV | Hamza Mohamed         | 17 tháng 2, 1995  | 53   | 3   | Maziya      |
|    | TV | Hussain Nihan         | 7 tháng 6, 1992   | 23   | 0   | Maziya      |
|    | TV | Hassan Sufianu        | 21 tháng 1, 1990  | 1    | 0   | Valencia    |
|    | TV | Abdulla Yaameen       | 30 tháng 12, 2000 | 7    | 0   | Valencia    |
|    |    |                       |                   |      |     |             |
|    | TĐ | Ali Fasir             | 4 tháng 9, 1988   | 69   | 13  | Valencia    |
|    | TĐ | Naiz Hassan           | 10 tháng 5, 1996  | 38   | 9   | Maziya      |

### Triệu tập gần đây
| Vt | Cầu thủ            | Ngày sinh (tuổi)  | Số trận | Bt | Câu lạc bộ     | Lần cuối triệu tập          |
| -- | ------------------ | ----------------- | ------- | -- | -------------- | --------------------------- |
| TM | Mohamed Shafeeu    | 22 tháng 7, 1988  | 1       | 0  | Valencia       | v. Ấn Độ, 31 October 2021   |
| TM | Ali Naajih         | 8 tháng 12, 1999  | 3       | 0  | United Victory | v. Ấn Độ, 31 October 2021   |
|    |                    |                   |         |    |                |                             |
| HV | Gasim Samaam       | 5 tháng 2, 1993   | 1       | 0  | Free agent     | v. Ấn Độ, 31 October 2021   |
| HV | Ahmed Abdulla      | 11 tháng 3, 1987  | 32      | 1  | Maziya         | 2021 SAFF ChampionshipPRE   |
| HV | Ali Shamis         | 15 tháng 7, 1994  | 0       | 0  | TC Sports Club | 2021 SAFF ChampionshipPRE   |
| HV | Moosa Yameen       | unknown           | 0       | 0  | unknown        | 2021 SAFF ChampionshipPRE   |
| HV | Ali Shamal Abdulla | 21 tháng 3, 1999  | 2       | 0  | United Victory | v. Trung Quốc, 11 June 2021 |
|    |                    |                   |         |    |                |                             |
| TV | Ashad Ali          | 14 tháng 9, 1986  | 63      | 3  | Eagles         | v. Ấn Độ, 31 October 2021   |
| TV | Ismail Easa        | 19 tháng 12, 1989 | 30      | 3  | Eagles         | v. Ấn Độ, 31 October 2021   |
| TV | Asfad Habeeb       | unknown           | 0       | 0  | unknown        | 2021 SAFF ChampionshipPRE   |
|    |                    |                   |         |    |                |                             |
| TĐ | Ali Ashfaq         | 6 tháng 9, 1985   | 88      | 57 | Free agent     | v. Ấn Độ, 31 October 2021   |
| TĐ | Asadhulla Abdulla  | 19 tháng 10, 1990 | 44      | 9  | Maziya         | v. Ấn Độ, 31 October 2021   |
| TĐ | Moosa Yaamin       | 29 tháng 12, 1992 | 6       | 0  | Maziya         | v. Ấn Độ, 31 October 2021   |
| TĐ | Hassan Nazeem      | 24 tháng 5, 2001  | 2       | 0  | Eagles         | 2021 SAFF ChampionshipPRE   |